# Liste der Biografien/Wila
Liste der Biografien |
Portal Biografien |
Personensuche
# |
A |
B |
C |
D |
E |
F |
G |
H |
I |
J |
K |
L |
M |
N |
O |
P |
Q |
R |
S |
T |
U |
V |
W |
X |
Y |
Z |
?
 
Wa |
Wc |
Wd |
We |
Wh |
Wi |
Wj |
Wl |
Wn |
Wo |
Wr |
Ws |
Wt |
Wu |
Ww |
Wy |
Wz
 
Wia |
Wib |
Wic |
Wid |
Wie |
Wif |
Wig |
Wih |
Wii |
Wij |
Wik |
Wil |
Wim |
Win |
Wio |
Wip |
Wir |
Wis |
Wit |
Wiv |
Wiw |
Wix |
Wiz
 
Wila |
Wilb |
Wilc |
Wild |
Wile |
Wilf |
Wilg |
Wilh |
Wili |
Wilj |
Wilk |
Will |
Wilm |
Wiln |
Wilo |
Wilp |
Wilr |
Wils |
Wilt |
Wilu |
Wilw |
Wily |
Wilz
Die Liste der Biografien führt alle Personen auf, die in der deutschsprachigen Wikipedia einen Artikel haben. Dieses ist eine Teilliste mit 10 Einträgen von Personen, deren Namen mit den Buchstaben „Wila“ beginnt.

## Wila

### Wilam
- Wilamowitz-Moellendorff, Fanny von (1882–1958), schwedische Schriftstellerin
- Wilamowitz-Moellendorff, Hugo von (1840–1905), deutscher Verwaltungsjurist, Gutsbesitzer und Politiker
- Wilamowitz-Moellendorff, Tycho von (1885–1914), deutscher Klassischer Philologe
- Wilamowitz-Moellendorff, Ulrich von (1848–1931), deutscher klassischer Philologe
- Wilamowitz-Moellendorff, Wichard von der Ältere (1835–1905), deutscher Offizier, Fideikommissherr und Parlamentarier

### Wilan
- Wiland, Baumeister in Schlesien
- Wiland, Johan (* 1981), schwedischer Fußballtorhüter
- Wilander, Mats (* 1964), schwedischer TennisspielerMats Wilander (* 1964)

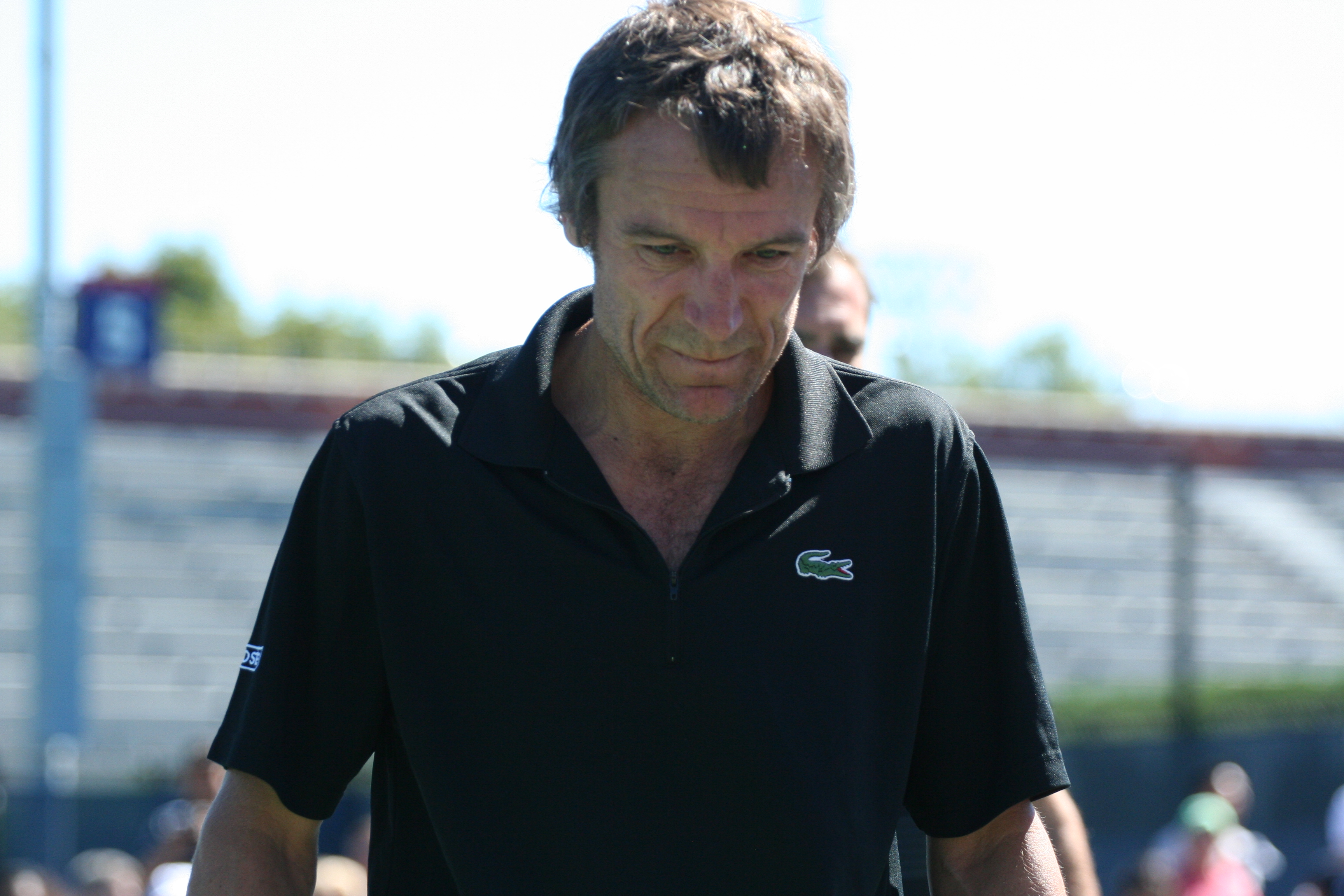
Mats Wilander (* 1964)

- Wilangowski, Mateusz (* 1991), polnischer Ruderer

### Wilas
- Wilaschek, Lukas (* 1981), deutscher Boxer